# Bytkha
Bytkha est un microraïon (sous-district) appartenant au raïon de Khosta de la ville-arrondissement de Sotchi, en Russie, au bord de la mer Noire. L'ensemble fait partie du kraï de Krasnodar. Sa population est d'environ 15 000 habitants. Il doit son nom à une ancienne déesse oubykhe.

## Géographie
Le microraïon s'étend sur le versant méridional du mont Bytkha (302 mètres). Le cours et l'embouchure dans la mer Noire de la petite rivière Bzougou le sépare du microraïon de Svetlana. Son artère principale est la rue Bytkha.

## Histoire
La tradition des clans Oubykhs installés ici par le pouvoir ottoman au XVIIIe siècle et exilés en 1864 dans l'Empire ottoman, après la guerre russo-circassienne, situe ici le lieu de l'enterrement de la statue d'un oiseau d'or légendaire représentant la déesse Bytkha.
L'endroit est intégré en 1951 à la ville de Sotchi. La majeure partie des bâtiments a été construite dans les années 1960 et au début des années 1970. Auparavant s'y trouvaient des terrains agricoles appartenant à l'établissement de repos (sanatorium en russe) Vorochilov, pour les employés du ministère de la Défense. Non loin du littoral se trouvent en plus du sanatorium Vorochilov d'autres sanatoriums importants, comme le grand sanatorium Ordjonikidzé d'architecture néoclassique et inscrit au patrimoine historique, ou bien encore le sanatorium Metalourg (pour les congés des travailleurs du secteur de la métallurgie), inscrit aussi au patrimoine historique.

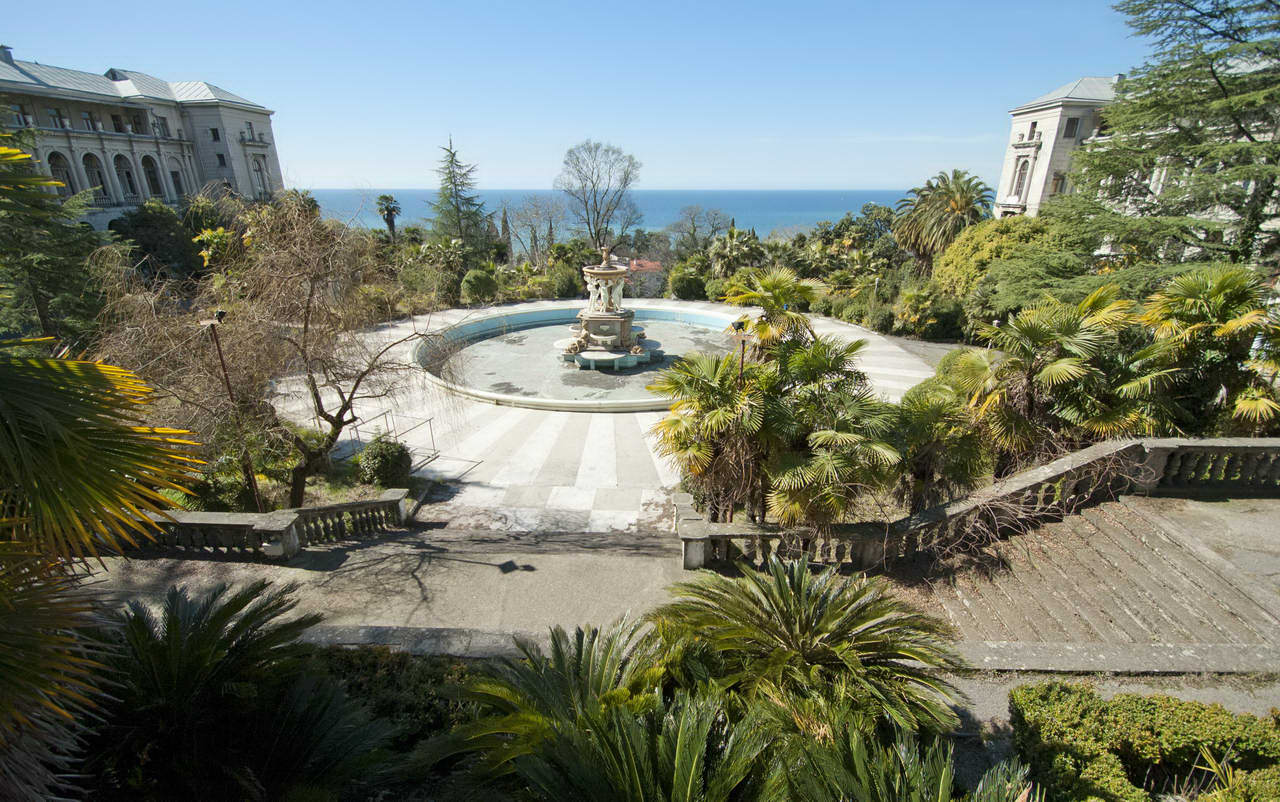
Bassin du sanatorium Ordjonikidzé au mois de mars 2013
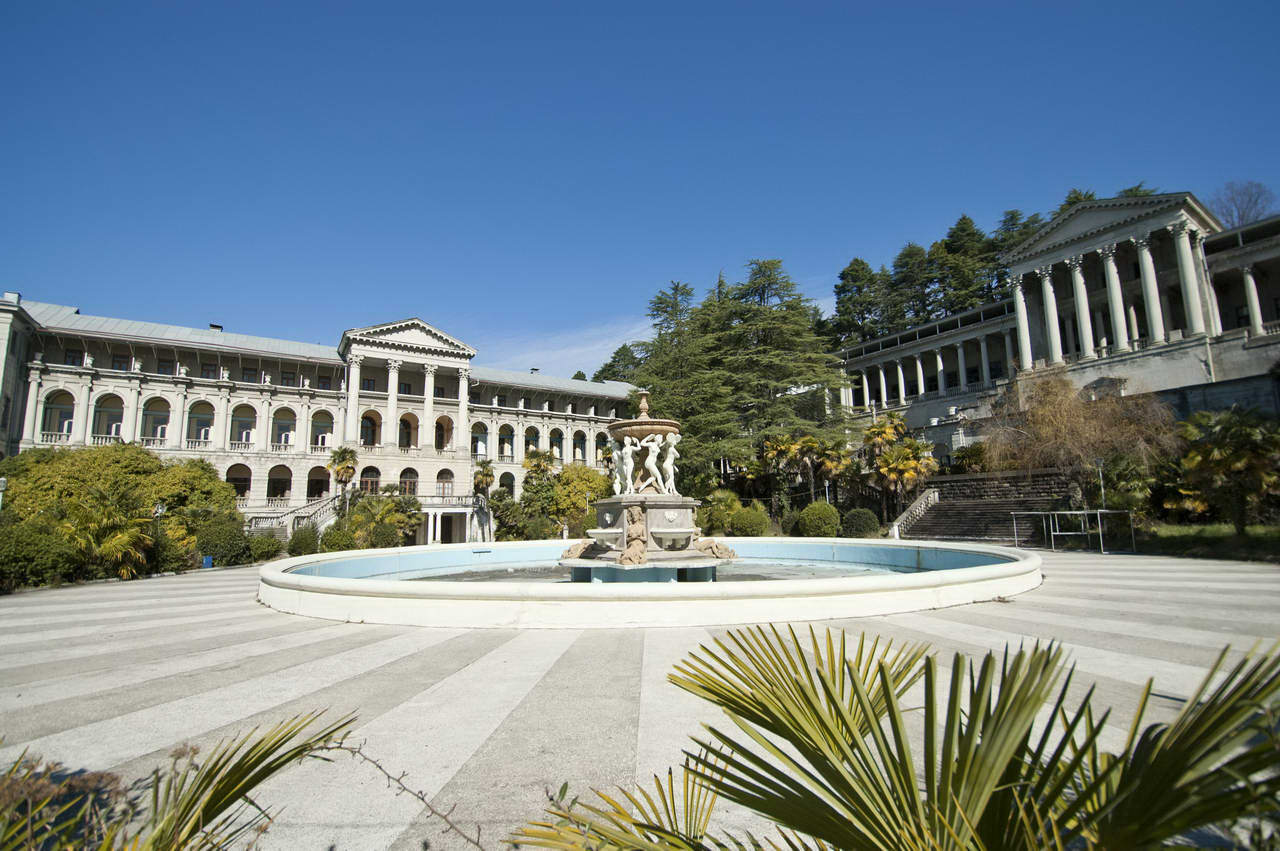
Vue du sanatorium Ordjonikidzé en mars 2013
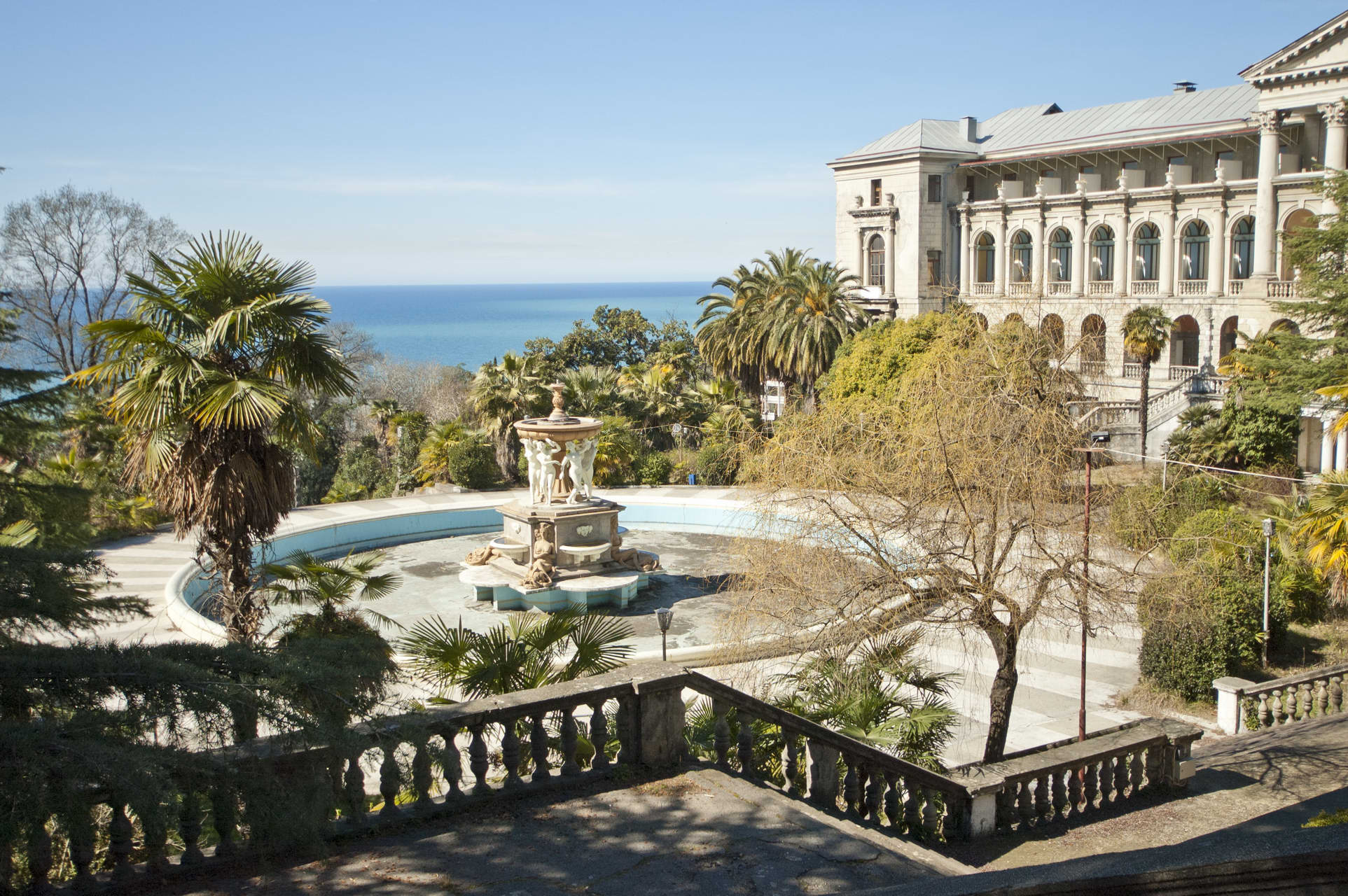
Vue du sanatorium Ordjonikidzé en mars 2013

C'est dans ce microraïon que se trouvent également l'institut des sciences économiques et humaines, le lycée n°16, l'école professionnelle n°3, une filiale de l'école artistique n°3, l'école secondaire n°9, l'église orthodoxe Saint-Jean-Chrysostome, ainsi qu'une petite mosquée, construite par les Émirats arabes unis en 2008. Il y a aussi un cinéma et plusieurs restaurants renommés.

## Notes et références

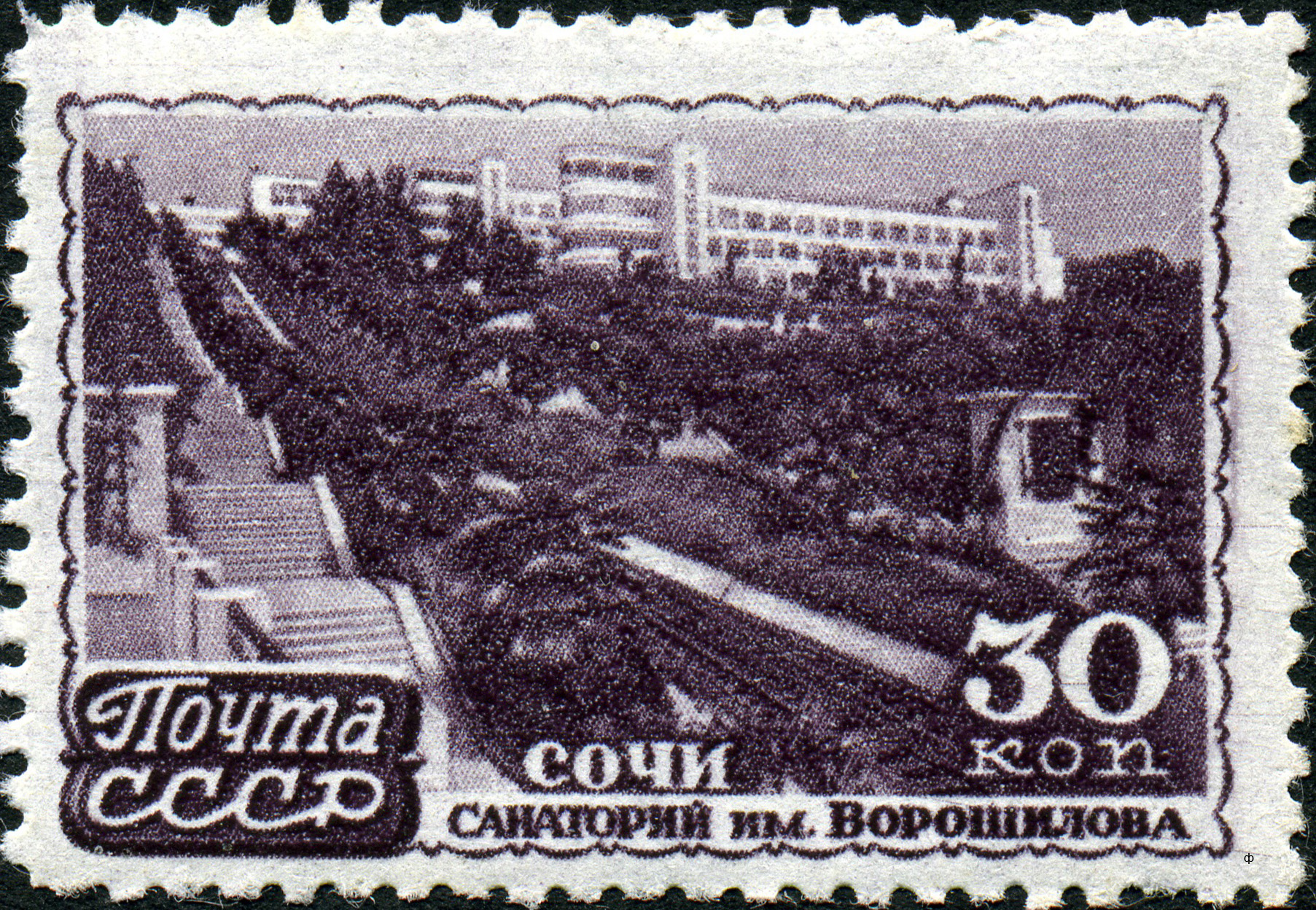
Timbre soviétique de 1947: le sanatorium de Vorochilov (pour les militaires et les employés du ministère de la Défense) avec son funiculaire menant à la plage.

## Source
- (es) Cet article est partiellement ou en totalité issu de l’article de Wikipédia en espagnol intitulé « Bytja » (voir la liste des auteurs).